# Broughton (Milton Keynes)
Broughton and Milton Keynes è un villaggio e parrocchia civile dell'Inghilterra, appartenente alla contea del Buckinghamshire.
Comprende l’originale chiesa di Milton Keynes da cui si ispirò il nome della città attuale.